# مرض الكبد الدهني اللاكحولي
مرض الكبد الدهني غير الكحولي (NAFLD)(Non-alcoholic fatty liver disease) هو أحد أنواع مرض الكبد الدهني، عند ترسب الدهون فيه (تنكس دهني) بسبب استخدام الكحول. وهو مرض شائع في الدول النامية

المرض له علاقة مع مقاومة الأنسولين و متلازمة أيضية أو بسبب الادوية التي لها علاقة  بالسكري من النوع الثاني  مثل ميتفورمين و thiazolidinediones 

## إدارة
يتطلب مرض الكبد الدهني اللا كحولي (NAFLD) العلاج بغض النظر عما إذا كان الشخص المصاب يعاني من زيادة الوزن أم لا. ويُعد هذا المرض سببًا للوفاة يمكن الوقاية منه. تتوفر قواعد إرشادية من الجمعية الأمريكية لدراسة أمراض الكبد (AASLD) والجمعية الأمريكية لأخصائيي الغدد الصماء (AACE) والمعهد الوطني للصحة وجودة الرعاية (NICE) والرابطة الأوروبية لدراسة الكبد (EASL) وفريق عمل آسيا والمحيط الهادئ على مرض الكبد الدهني اللا كحولي.

### نمط الحياة
يعتبر فقدان الوزن هو العلاج الأكثر فعالية لمرض الكبد الدهني اللا كحولي، لذلك يوصى بفقدان 4% إلى 10% من وزن الجسم، كما يوصي بفقدان 10% إلى 40% من الوزن تمامًا لعكس تليف الكبد غير المرتبط بالكحول دون تليف الكبد. يساعد برنامج إنقاص الوزن المنظم الأشخاص الذين يعانون من مرض الكبد الدهني اللا كحولي على فقدان المزيد من الوزن أكثر من النصائح وحدها. يؤدي هذا النوع من البرامج أيضًا إلى تحسينات في مرض الكبد الدهني اللا كحولي تُقاس باستخدام اختبارات الدم والموجات فوق الصوتية والتصوير وخزعات الكبد. على الرغم من تحسن التليف مع تحسين نمط الحياة وفقدان الوزن إلا أن هناك أدلة محدودة على تحسن تليف الكبد.
يبدو أن الجمع بين النظام الغذائي المحسن والتمارين الرياضية -بدلاً من أي منهما على حدة- يساعد بشكل أفضل في إدارة مرض الكبد الدهني اللا كحولي وتقليل مقاومة الأنسولين.
يعد الدعم التحفيزي -مثل العلاج المعرفي السلوكي - مفيدًا لأن معظم الأشخاص المصابين بمرض الكبد الدهني اللا كحولي لا ينظرون إلى حالتهم على أنها مرض، وبالتالي يكون لديهم دافع أقل للتغيير.
قد تؤدي العلاجات السلوكية الشديدة لفقدان الوزن (النظام الغذائي والتمارين الرياضية معًا) إلى إنقاص الوزن أكثر من العلاجات الأقل شدة، يرتبط فقدان الوزن بالتحسينات في المؤشرات الحيوية ودرجة مرض الكبد الدهني اللا كحولي وتقليل فرص الإصابة بتليف الكبد غير المرتبط بالكحول، لكن تأثيرها على الصحة على المدى الطويل غير معروف حتى الآن. تشير المراجعة المنهجية لعام 2019 إلى تغيير إرشادات التوصية بهذه العلاجات لإدارة مرض الكبد الدهني اللا كحولي.

#### الحمية
عادة ما يتضمن علاج مرض الكبد الدهني اللا كحولي تقديم المشورة لتحسين التغذية وتقييد السعرات الحرارية. يمكن للأشخاص الذين يعانون من مرض الكبد الدهني اللا كحولي الاستفادة من نظام غذائي معتدل إلى منخفض الكربوهيدرات ونظام غذائي قليل الدسم. أظهرت حمية البحر الأبيض المتوسط أيضًا نتائج واعدة في دراسة استمرت 6 أسابيع مع تقليل الالتهاب والتليف الناجمين عن تليف الكبد غير المرتبط بالكحول بصرف النظر عن فقدان الوزن. يدعم الدليل المبدئي التدخلات الغذائية لدى الأفراد المصابين بالكبد الدهني الذين لا يعانون من زيادة الوزن.
توصي الرابطة الأوروبية لدراسة الكبد (EASL) بتقليل الطاقة بمقدار 500-1000 سعر حراري في الأسبوع عن النظام الغذائي اليومي العادي -وهو م يُعرَف بـ النظام الغذائي قليل السعرات الحرارية- بهدف فقدان الوزن بنسبة 7-10% لمرض الكبد الدهني اللا كحولي للبدناء، وذلك عن طريق استهلاك دهون منخفضة إلى متوسطة ونظام غذائي معتدل إلى عالي الكربوهيدرات، أو نظام غذائي منخفض الكربوهيدرات، أو نظام غذائي عالي البروتين مثل حمية البحر الأبيض المتوسط، وتجنب جميع المشروبات والأطعمة التي تحتوي على الفركتوز.
توصي الجمعية الأمريكية لدراسة أمراض الكبد (AASLD) الأشخاص الذين يعانون من مرض الكبد الدهني اللا كحولي أو تليف الكبد غير المرتبط بالكحول بتجنب استهلاك الكحول. بينما تسمح الرابطة الأوروبية لدراسة الكبد باستهلاك الكحول أقل من 30 جم / يوم للرجال و 20 جم / يوم للنساء. يُعد دور استهلاك القهوة في علاج مرض الكبد الدهني اللا كحولي غير واضح على الرغم من أن بعض الدراسات تشير إلى أن استهلاك القهوة المنتظم قد يكون له آثار وقائية.
لا يُحسِّن فيتامين إي التليف الكبدي الثابت لدى الأشخاص المصابين بـ مرض الكبد الدهني اللا كحولي، ولكن يبدو أنه يحسن واسمات معينة لوظائف الكبد ويقلل من التهاب ودهون الكبد لدى بعض الأشخاص المصابين بـ مرض الكبد الدهني اللا كحولي. تنصح مجموعة عمل آسيا والمحيط الهادئ بأن فيتامين إي قد يحسن حالة الكبد ومستويات ناقلة الأمين، ولكن يحدث ذلك فقط في البالغين غير المصابين بداء السكري أو تليف الكبد والذين يعانون من تليف الكبد غير المرتبط بالكحول. توصي إرشادات المعهد الوطني للصحة وجودة الرعاية (NICE) بفيتامين إي كخيار للأطفال والبالغين المصابين بمرض الكبد الدهني اللا كحولي مع تليف الكبد المتقدم، بغض النظر عما إذا كان الشخص مصابًا بداء السكري أم لا.
يبدو أن المركبات العشبية مثل: السيليبينين (المُستخلص من السلبين المريمي) والكركومين والشاي الأخضر تحسِّن المؤشرات الحيوية لمرض الكبد الدهني اللا كحولي وتقلل من درجته. كما تشير الدراسات إلى وجود علاقة بين الميكروبات التي تعيش في الأمعاء ومرض الكبد الدهني اللا كحولي، وقد أفادت المراجعات أن استخدام المعينات الحيوية يوتبط بتحسين الواسمات الخاصة باللالتهاب الكبدي وقياسات تصلب الكبد والتنكس الدهني لدى الأشخاص المصابين بمرض الكبد الدهني اللا كحولي.

#### النشاط البدني
قد يؤدي فقدان الوزن إلى تحسين مرض الكبد الدهني اللا كحولي ويوصى به بشكل خاص للأشخاص الذين يعانون من السمنة أو زيادة الوزن، لذلك يُنصح بالأنشطة البدنية والوجبات الغذائية المماثلة للأشخاص الذين يعانون من زيادة الوزن مع مرض الكبد الدهني اللا كحولي كما هو الحال بالنسبة للأشخاص الذين يعانون من السمنة والوزن الزائد. وعلى الرغم من أن النشاط البدني أقل أهمية لفقدان الوزن من تقليل تناول السعرات الحرارية إلى أن المعهد الوطني للصحة وجودة الرعاية ينصح بممارسة النشاط البدني لتقليل الدهون في الكبد حتى لو لم يكن هناك نقص في وزن الجسم بشكل عام. يُعد فقدان الوزن -من خلال التمارين أو الحمية الغذائية- الطريقة الأكثر فعالية لتقليل الدهون في الكبد والمساعدة في علاج تليف الكبد غير المرتبط بالكحول. يمكن أن تمنع ممارسة الرياضة وحدها أو تقلل من التنكس الدهني للكبد ولكن لا يزال غير معروف إذا كان بإمكانها تحسين جميع جوانب الكبد الأخرى؛ ومن ثم ينصح باتباع نهج مشترك مع الحمية الغذائية وممارسة الرياضة. قد تكون التمارين الهوائية أكثر فعالية من تمارين المقاومة على الرغم من وجود نتائج متناقضة. يُفضل التدريب القوي على التدريب المعتدل حيث أن التمرين عالي الشدة فقط يقلل من فرص تطور الكبد الدهني غير الكحولي إلى تليف الكبد غير المرتبط بالكحول أو التليف المتقدم. توصي الرابطة الأوروبية لدراسة الكبد بما بين 150 و 200 دقيقة / أسبوعًا في 3 إلى 5 جلسات من النشاط البدني الهوائي المعتدل الشدة أو تدريبات المقاومة، ونظرًا لأن كلاهما يقلل بشكل فعال من دهون الكبد فيُفضل اتباع نهج عملي لاختيار النشاط البدني الذي يُفضِّله الفرد حتى يمكنه الحفاظ عليه على المدى الطويل، وتُعد أية مشاركة في النشاط البدني أو زيادة عن المستويات السابقة أفضل من البقاء في حالة خمول.

### الدواء
يهدف العلاج بالأدوية في المقام الأول إلى تحسين أمراض الكبد ويقتصر عمومًا على أولئك الذين لديهم خزعة تُثبِت تليف الكبد غير المرتبط بالكحول والتليف.
لم تحصل أي أدوية خاصة بمرض الكبد الدهني اللا كحولي أو تليف الكبد غير المرتبط بالكحول على الموافقة اعتبارًا من عام 2018 على الرغم من أن الأدوية المضادة لمرض السكري قد تساعد في فقدان الدهون في الكبد، على الرغم من أن العديد من العلاجات تعمل على تحسين الواسمات الكيميائية الحيوية مثل ناقلة أمين الألانين لكن معظمها لا يعكس التشوهات النسيجية أو يحسن النتائج.
لا يُنصح باستخدام محسّسات الأنسولين (ميتفورمين والثيازوليدينديون مثل بيوغليتازون) والليراجلوتايد على وجه التحديد لمرضى الكبد الدهني اللا كحولي لأنها لا تحسن حالة الكبد بشكل مباشر. يمكن وصفها لمرضى السكري بعد إجراء تقييم دقيق للمخاطر لتقليل مقاومة الأنسولين ومخاطر حدوث مضاعفات. وذلك لأن الآثار الجانبية المرتبطة بأدوية الثيازوليدينديون -والتي تشمل: هشاشة العظام وزيادة خطر الكسر واحتباس السوائل وفشل القلب الاحتقاني وسرطان المثانة، وزيادة الوزن على المدى الطويل- قد حدت من تبنيها. بسبب هذه الآثار الجانبية توصي الجمعية الأمريكية لدراسة أمراض الكبد (AASLD) باستخدام البيوغليتازون فقط للأفراد الذين إثبت إجراء الخزعة لهم إصابتهم بتليف الكبد غير المرتبط بالكحول، وتوصي مجموعة عمل آسيا والمحيط الهادئ باستخدامها فقط للأفراد المصابين بمرضى الكبد الدهني اللا كحولي الذين يعانون من مشاكل مرض السكري المعروفة، ومع ذلك تنصح الجمعية الأمريكية لدراسة أمراض الكبد بعدم استخدام الميتفورمين لأن الدراسات لم تكن حاسمة بشأن تحسين الحالة النسيجية للكبد، وعلى الرغم من وجود تحسن في مقاومة الأنسولين وناقلات الأمين في الدم إلا أن هذا لم يترجم إلى تحسينات تليف الكبد غير المرتبط بالكحول. يوفر المعهد الوطني للصحة وجودة الرعاية إرشادات مماثلة للجمعية الأمريكية لدراسة أمراض الكبد فيما يتعلق بالبيوغليتازون ويوصي بإعطائه في الرعاية الثانوية للبالغين المصابين بتليف الكبد المتقدم بغض النظر عما إذا كانوا يعانون من مرض السكري أم لا.
تُحسِّن أدوية الستاتين نسيج الكبد وعلامات الكيمياء الحيوية للكبد لدى الأشخاص المصابين بمرض الكبد الدهني اللا كحولي، ونظرًا لأن الأشخاص المصابين بمرض الكبد الدهني اللا الكحولي أكثر عرضة للإصابة بأمراض القلب والأوعية الدموية يُنصح بعلاج الستاتين، وفقًا لـلجمعية الأمريكية لدراسة أمراض الكبد والرابطة الأوروبية لدراسة الكبد فإن الأشخاص المصابون بمرض الكبد الدهني اللا كحولي ليسوا أكثر عرضة لإصابة الكبد الخطيرة من الستاتين، ومع ذلك فإنه حتى لو كانت العقاقير المخفضة للكوليسترول آمنة للاستخدام مع الأشخاص المصابين بتليف الكبد فإن الجمعية الأمريكية لدراسة أمراض الكبد تقترح تجنبها في الأشخاص المصابين بتليف الكبد اللا معاوض. توصي الإرشادات بالستاتين لعلاج عسر شحميات الدم للأشخاص المصابين بمرض الكبد الدهني اللا كحولي، ووفقًا لإرشادات المعهد الوطني للصحة وجودة الرعاية يمكن أن تستمر الستاتين ما لم تتضاعف مستويات إنزيمات الكبد في غضون ثلاثة أشهر من بدء تناولها، بينما لا يُنصح بالعلاج بالبنتوكسيفيلين.
اعتبارًا من عام 2018 لا توصي الجمعية الأمريكية لدراسة أمراض الكبد ولا مجموعة عمل آسيا والمحيط الهادئ بحمض الأسيتوم أوبيتيكوليك أو الإلافيبرانور بسبب النتائج غير المنتظمة لعلاج تليف الكبد غير المرتبط بالكحول والمخاوف المتعلقة بالسلامة.
قد تقلل أحماض أوميغا 3 الدهنية من دهون الكبد وتحسن مستوى الدهون في الدم ولكن لا يبدو أنها تحسن نسيج الكبد (أي لا تُحسِّن التليف أو تليف الكبد أو السرطان). لا يوصي المعهد الوطني للصحة وجودة الرعاية بتناول مكملات أحماض أوميغا 3 الدهنية لأن التجارب العشوائية لم تكن حاسمة. وجدت المراجعات المنهجية السابقة أن مكملات أحماض أوميغا 3 الدهنية في الأشخاص الذين يعانون من مرض الكبد الدهني اللا كحولي/تليف الكبد غير المرتبط بالكحول باستخدام جرعات من غرام واحد يوميًا أو أكثر (متوسط الجرعة أربعة جرامات كل يوم مع متوسط مدة العلاج ستة أشهر) ارتبطت بتحسينات في دهون الكبد. وفقًا لإرشادات الجمعية الأمريكية لدراسة أمراض الكبد «لا ينبغي استخدام أحماض أوميغا 3 الدهنية كعلاج محدد لمرض الكبد الدهني اللا كحولي أو تليف الكبد غير المرتبط بالكحول ولكن يمكن اعتبارها لعلاج فرط ثلاثي غليسيريد الدم لدى مرضى الكبد الدهني غير الكحولي».

### الجراحة

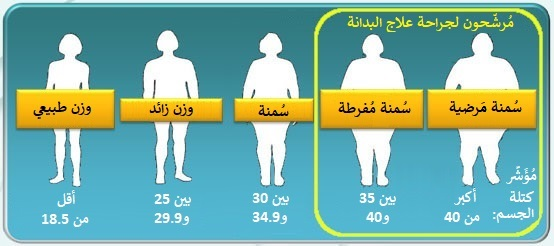
بالنسبة للأفراد الذين يعانون من السمنة المفرطة ويعانون من مرض الكبد الدهني اللا كحولي أو تليف الكبد غير المرتبط بالكحول فإن جراحة لعلاج البدانة تُحسِّن أو تعالج أمراض الكبد إذا لم يكونوا يعانون من تليف الكبد أو سرطان الكبد.

تُعد جراحة علاج البدانة طريقة فعالة للأفراد المصابين بالسمنة والسكري وأيضًا للمصابين بمرض الكبد الدهني اللا كحولي للحث على فقدان الوزن وتقليل أو حل تليف الكبد غير المرتبط بالكحول -بما في ذلك التليف- وتحسين طول العمر. وفقَا للجمعية الأمريكية لدراسة أمراض الكبد يمكن إجراء جراحة علاج البدانة فقط من أجل تليف الكبد غير المرتبط بالكحول وذلك على أساس كل حالة على حدة من خلال برنامج جراحة السمنة المتمرس. في الواقع قد يطور بعض الأفراد سمات جديدة أو متدهورة من مرض الكبد الدهني اللا كحولي.
لوحِظ تحسنًا في التنكس الدهني في حوالي 92% من الأشخاص المصابين بمرض الكبد الدهني اللا كحولي، كما لوحظ شفائه كليًا في 70% من المصابين بعد جراحة علاج البدانة.
عادة ما يوصى باتباع نظام غذائي قبل الجراحة مثل نظام غذائي منخفض السعرات الحرارية لتقليل حجم الكبد بنسبة 16-20٪. يُعد فقدان الوزن قبل الجراحة هو العامل الوحيد المرتبط بفقدان الوزن بعد الجراحة. يمكن أن يؤدي فقدان الوزن قبل الجراحة إلى تقليل وقت الجراحة والإقامة في المستشفى على الرغم من عدم وجود أدلة كافية على ما إذا كان فقدان الوزن قبل الجراحة يقلل من المراضة أو المضاعفات على المدى الطويل. قد يكون فقدان الوزن ونقص حجم الكبد مستقلاً عن مقدار تقييد السعرات الحرارية.
يوصي فريق عمل آسيا والمحيط الهادئ على مرض الكبد الدهني اللا كحولي بإجراء جراحة السمنة كخيار علاجي لأولئك الذين يعانون من السمنة من الدرجة الثانية (مؤشر كتلة الجسم> 32.5 كجم / م 2 للآسيويين، 35 كجم / م 2 للقوقازيين)، وهم يعتبرون أن آثاره على تحسين المضاعفات المرتبطة بالكبد غير مثبتة حتى الآن لكنه يزيد بشكل فعال من طول العمر من خلال تحسين عوامل القلب والأوعية الدموية.
تحمل الجراحة مزيدًا من المخاطر للأفراد المصابين بتليف الكبد غير المرتبط بالكحول مع تُقدِّر إحدى المراجعات معدل الاعتلال الكلي بنسبة 21٪، وبالنسبة للأشخاص الذين يعانون من مرض الكبد الدهني اللا كحولي ويعانون من تليف الكبد غير المتمايز يوصي فريق عمل آسيا والمحيط الهادئ بإجراء تحقيق لتحديد سبب تليف الكبد وكذلك وظيفة الكبد لدى الشخص وإذا كان لديهم فرط ضغط الدم البابي.

## علم الأوبئة

انتشار مرض الكبد الدهني غير الكحولي في عام 2019

يتزايد معدل الإصابة بمرض الكبد الدهني اللا كحولي بسرعة -إلى جانب السمنة ومرض السكري- وأصبح السبب الأكثر شيوعًا لأمراض الكبد في البلدان المتقدمة للبالغين والمراهقين والأطفال. وتتراوح نسبة المصابين بداء الكبد الدهني اللا كحولي من 9 إلى 36.9% في أجزاء مختلفة من العالم؛ فما يقرب من 20% من سكان الولايات المتحدة و25% من سكان آسيا والمحيط الهادئ لديهم مرض الكبد الدهني اللا كحولي، ويمكن العثور على انتشار مماثل في أوروبا على الرغم من توفر بيانات أقل. إن مرض الكبد الدهني اللا كحولي هو الأكثر شيوعًا في الشرق الأوسط (32٪) وأمريكا الجنوبية (30٪)، بينما أفريقيا لديها أدنى المعدلات (13٪). مقارنة بالعقد الأول من القرن الحادي والعشرين زاد مرض الكبد الدهني اللا كحولي وتليف الكبد غير المرتبط بالكحول الضعف و2.5 ضعفًا -على التوالي- في عام 2010 في الولايات المتحدة الأمريكية.
يُعد كلًا من مرض الكبد الدهني اللا كحولي وتليف الكبد غير المرتبط بالكحول أكثر انتشارًا في ذوي الأصول الأسبانية، وهذا يمكن أن يعزى إلى ارتفاع معدلات السمنة ومرض السكري النوع الثاني في السكان من أصل إسباني، بينما ينتشرا بنسبة متوسطة بين البيض، ونسبة أقل بين السود.
لوحظ أن مرض الكبد الدهني اللا كحولي ينتشر مرتين في الرجال أكثر من النساء. وبالنسبة للأفراد الذين يعانون من السمنة المفرطة يرتفع معدل انتشار مرض الكبد الدهني اللا كحولي إلى أكثر من 90٪، وبالنسبة للأشخاص المصابين بداء السكري تزيد نسبة إصابتهم عن 60٪، وتصل نسب الإصابة إلى 20% للأشخاص ذوي الوزن الطبيعي. ويوجد مرض الكبد الدهني اللا كحولي في 65% إلى 90% من الأشخاص الذين خضعوا لجراحة السمنة، وما يصل إلى 75% منهم يعانون من تليف الكبد غير المرتبط بالكحول. تشير دراسات التصوير بالموجات فوق الصوتية والطنين المغناطيسـي النووي الطيفي بالبروتون إلى أن حوالي 25% من السكان يتأثرون بـمرض الكبد الدهني اللا كحولي أو تليف الكبد غير المرتبط بالكحول.
على الرغم من أن المرض يرتبط بشكل شائع بالسمنة إلا أن نسبة كبيرة من المصابين يعانون من الوزن الطبيعي أو النحافة، فيؤثر مرض الكبد الدهني اللا كحولي الذي يُصيب النِحاف على ما بين 10 و 20% من الأمريكيين والأوروبيين، وحوالي 25% من الآسيويين، على الرغم من أن بعض البلدان لديها نسبة أعلى - فالهند مثلًا لديها نسبة عالية جدًا من مرض الكبد الدهني اللا كحولي للنحاف وتقريبًا لا يوجد مرض الكبد الدهني اللا كحولي للبدناء- قد يكون إنزيم الأديبونوترين له علاقة بتطور الكبد الدهني اللا كحولي في الأشخاص النحيفين، وبالتالي فإن الأشخاص الذين يعانون من مرض الكبد الدهني اللا كحولي يستحقون الرعاية في العلاج بغض النظر عن وجود أو عدم وجود السمنة.
في الأطفال الذين تتراوح أعمارهم من 1 إلى 19 عامًا وُجِد أن الانتشار يقارب 8% في عموم السكان حتى 34% في الدراسات التي أجريت مع بيانات من عيادات بدانة الأطفال.
يُعتقد أن غالبية التشمع مجهول السبب ناتج عن تليف الكبد غير المرتبط بالكحول. من المتوقع أن يزداد انتشار مرض الكبد الدهني اللا كحولي بثبات من 25% في 2018 إلى 33.5% في 2030، بينما ستزداد نسبة تقدُّم مرض الكبد الدهني اللا كحولي إلى تليف الكبد غير المرتبط بالكحول من ومن 20% إلى 27% من المصابين.

## التاريخ
لوحظت أول حالة معترف بها مصابة بمرض الكبد الدهني اللا كحولي المرتبط بالسمنة في عام 1952 من قبل صموئيل زلمان. بدأ زلمان التحقيق بعد ملاحظة الكبد الدهني لدى موظف بالمستشفى يشرب أكثر من عشرين زجاجة من الكوكا كولا يوميًا، ثم واصل تصميم تجربة لمدة عام ونصف على عشرين شخصًا يعانون من السمنة المفرطة ولم يكونوا مدمنين الكحول، وجد أن حوالي نصفهم يعانون من أكباد دهنية جسيمة. ومع ذلك ارتبط الكبد الدهني بمرض السكري منذ عام 1784 على الأقل، وقد لوحِظ ذلك مرة أخرى في ثلاثينيات القرن الماضي. أشارت الدراسات التي أجريت على حيوانات التجارب إلى عدم كفاية الكولين في عشرينيات القرن الماضي واستهلاك السكر الزائد في عام 1949.
حُدد اسم «تليف الكبد غير المرتبط بالكحول» (NASH) في وقت لاحق في عام 1980 بواسطة يورجن لودفيج وزملائه من مايو كلينك، وذلك لزيادة الوعي بوجود هذه الحالة المرضية، حيث رُفضت تقارير مماثلة سابقًا على أنها «أكاذيب مرضى». تُجُوهِلَت هذه الورقة في الغالب في ذلك الوقت ولكن في النهاية أصبح يُنظر إليها على أنها ورقة تاريخية، وبدءًا من منتصف التسعينيات بدأت الحالة تدرس بشكل مكثف مع سلسلة من الاجتماعات الدولية التي عقدت حول هذا الموضوع منذ عام 1998. بدأ استخدام مصطلح مرض الكبد الدهني اللا كحولي (NAFLD) الأوسع حوالي عام 2002.